# Dunajów
Dunajów (ukr. Дунаїв) – wieś na Ukrainie w obwodzie lwowskim.
Wieś położona 19 km na wschód od Przemyślan nad Złotą Lipą. W II Rzeczypospolitej miejscowość była siedzibą gminy wiejskiej Dunajów w powiecie przemyślańskim województwa tarnopolskiego.

## Historia
Założony w 1420 r. przez arcybiskupa lwowskiego Jana Rzeszowskiego, który wybudował tutaj zamek. Arcybiskup Grzegorz z Sanoka uczynił z Dunajowa pierwszy na ziemiach polskich ośrodek humanizmu renesansowego. Około 1470 r. znalazł tu schronienie uciekający z Włoch Filip Kallimach (Filippo Buonaccorsi) – humanista XV-wieczny.
W 1476 r. w czasie najazdu Turków na Polskę, zamek ten wytrzymał długotrwałe oblężenie i kilkukrotne szturmy. Po I rozbiorze Polski władze austriackie internowały tutaj arcybiskupa Wacława Hieronima Sierakowskiego.
Pod koniec XIX w. osada w miejscowości nosiła nazwę Podwiński.
W 1921 miasteczko liczyło 417 budynków i zagród i 2184 mieszkańców, w tym 677 Ukraińców, 1412 Polaków i 95 Żydów. W 1931 budynków było 535 a mieszkańców 2717.
W 1940 roku siedziba rejonu dunajowskiego.
W czasie okupacji niemieckiej mieszkające tutaj polskie rodziny Hoffmanów, Strońskich i Wincewiczów udzielały pomocy Żydom, za co po wojnie Instytut Jad Waszem uhonorował Władysława i Janinę Hoffmanów, Michała i Teklę Strońskich, Franciszka, Stanisławę i Józefa Wincewiczów (rodzeństwo) oraz Rozalię Wincewicz (żonę Franciszka) tytułami Sprawiedliwych wśród Narodów Świata.
W 1944 i 1945 nacjonaliści ukraińscy zamordowali 28 osób narodowości polskiej.
We wsi urodził się Jurij Bobało, ukraiński badacz, rektor Uniwersytetu Państwowego Politechnika Lwowska.

## Linki zewnętrzne

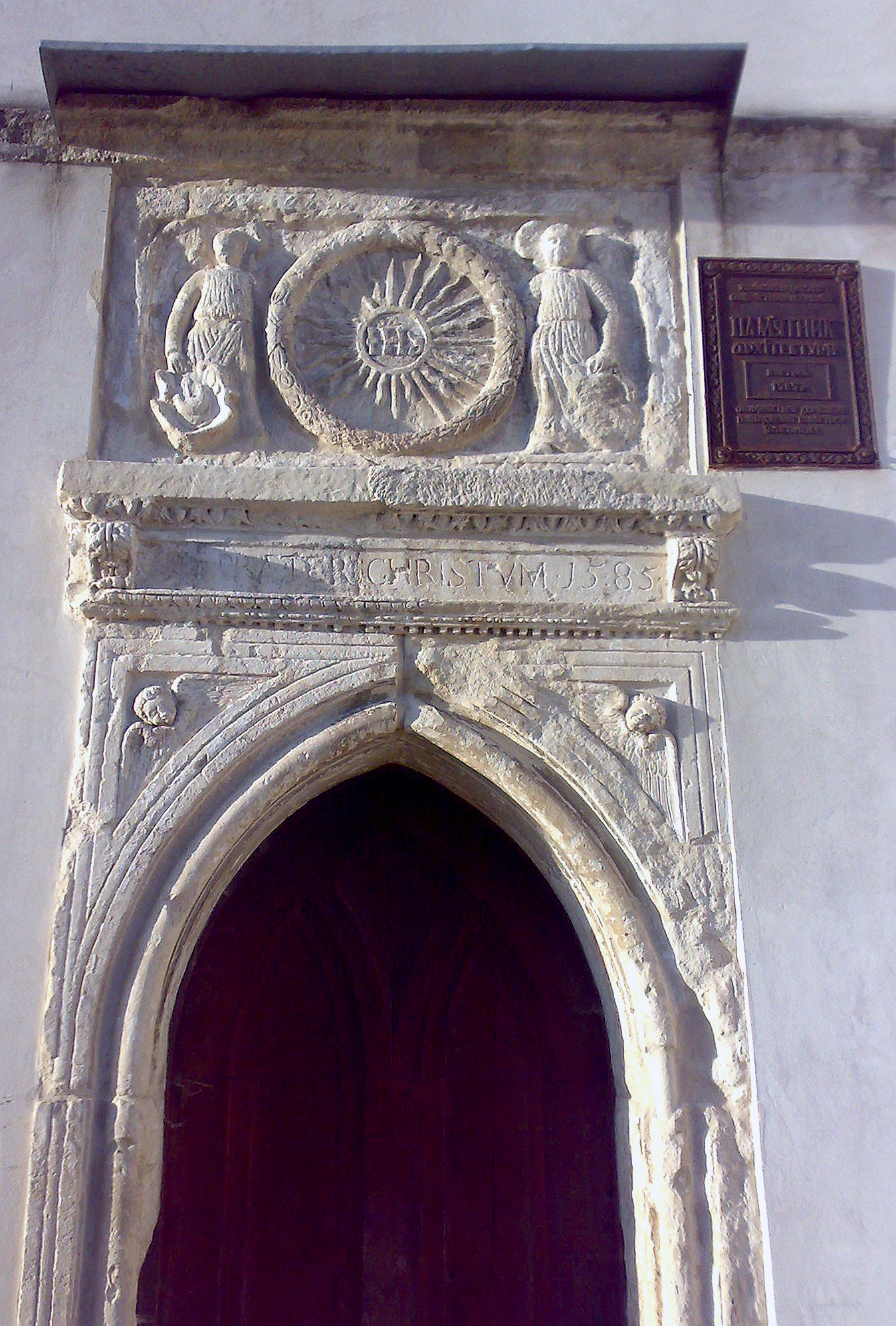
Portal kościoła pw. św. Stanisława

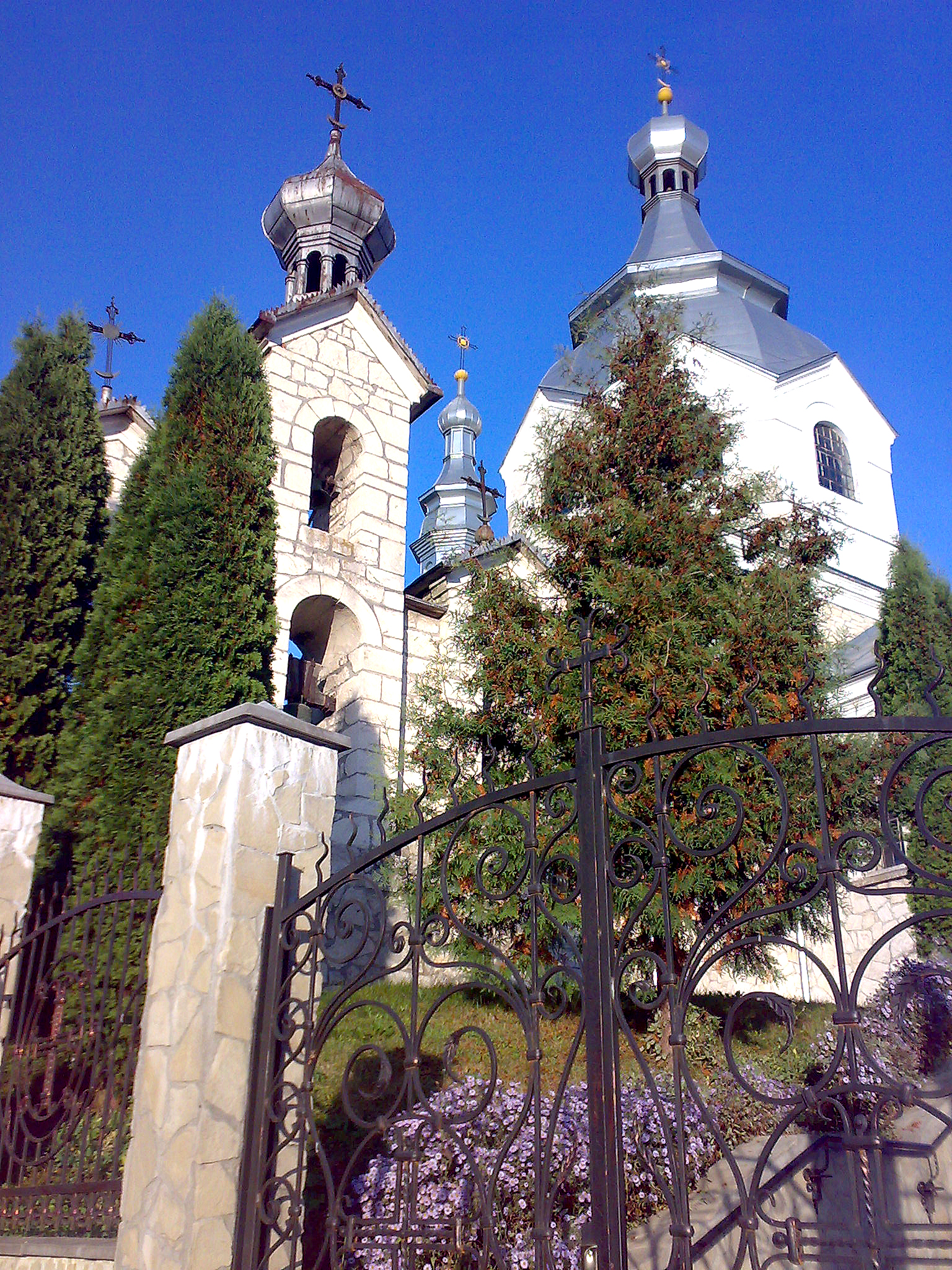
Kościół pw. Narodzenia NMP

## Zabytki
- kościół pw. św. Stanisława
- kościół pw. Narodzenia NMP
- zamek[6]